# Heinrich Wilhelm Olbers
Heinrich Wilhelm Matthias Olbers (11. října 1758 – 2. března 1840) byl německý astronom a lékař.

## Kariéra
Narodil se v Arbergenu poblíž Brém a vystudoval lékařství na univerzitě v Göttingenu. Studium ukončil v roce 1780, pak začal praktikovat medicínu v Brémách. V noci věnoval svůj čas astronomickým pozorováním, horní patro svého domu předělal na observatoř. Vymyslel také první fungující metodu výpočtu kometárních oběžných drah.
| 2 Pallas | 28. března 1802 |
| 4 Vesta  | 29. března 1807 |

V roce 1802 Olbers objevil a pojmenoval planetku 2 Pallas a v roce 1807 objevil planetku 4 Vesta (tu pojmenoval Carl Friedrich Gauss). Předpokládal, že pás planetek, kde se tato tělesa nacházejí, je pozůstatkem po zničené planetě Phaeton. Tato teorie není v současné době vědeckým společenstvím přijímána.
6. března 1815 Olbers objevil periodickou kometu, která byla pojmenována po něm (13P/Olbers).
Olbersův paradox, který popsal v roce 1823 (a který byl přeformulován v roce 1826), je fyzikálně paradoxní pozorování toho, že noční obloha je temná – zatímco ve statickém nekonečném vesmíru by noční obloha musela být jasná.

## Ocenění
Objekty ve vesmíru, které byly pojmenovány na počest Heinricha Wilhelma Olberse:
- 13P/Olbers - periodická kometa
- planetka 1002 Olbersia
- kráter Olbers na Měsíci
- Olbers, temný útvar o průměru 200 km na povrchu Venuše